# Ingeborg Bacher
Ingeborg Bacher (* 3. Juli 1937 in Spittal an der Drau, Kärnten) ist eine ehemalige österreichische Politikerin (SPÖ).

## Leben
Nach dem Besuch der Pflichtschulen absolvierte Ingeborg Bacher die Lehrerbildungsanstalt in Klagenfurt am Wörthersee. Danach war sie ab 1957 als Lehrerin an Volksschulen tätig. Im Jahr 1987 übernahm Bacher als Direktorin die Leitung der Volksschule in Ferndorf.
1984 ging Bacher in die Politik, als sie für die SPÖ als Abgeordnete in den Kärntner Landtag einzog. Diesem gehörte sie fünf Jahre lang, bis 1989 an. Im Mai 1989 folgte ihr Wechsel als Mitglied des Bundesrats in Wien. Als Bundesrätin war sie jedoch nur zwei Jahre, bis Ende August 1991, tätig.